# Хамингья
Ха́мингья (др.-сканд. hamingja) — в скандинавской мифологии дух-хранитель отдельного человека, персонификация личной удачи. Выражение хамингья обычно используется в абстрактном смысле как «врожденная удача».

## Этимология
Слово hamingja означает удачу, счастливую судьбу, долю. Аналогичные переводы встречаются и в других современных языках («удача», «успех» — англ. luck или нем. Glück, Erfolg). 

## Хамингьи в письменных источниках
Хамингьи нередко упоминаются в скандинавской литературе (при этом не всегда можно с уверенностью сказать, говорится ли в тексте о хамингье как существе или в абстрактном понятии «удача»):
- в «Речах Вафтруднира» («Старшая Эдда»), мудрый великан упоминает о трёх хамингьях, являющихся духами-хранителями всего мира (в этом случае они отождествляются с норнами)[7][8].
- в «Саге о Вёльсунгах» Брюнхильд говорит, что из-за дымки, которая застилала её хамингью, не смогла распознать Сигурда, принявшего на время облик её будущего мужа Гуннара[9].
- в «Саге о Финнбоги Сильном» один из главных персонажей Асбьёрн перед смертью просит назвать по его имени одного из сыновей Финнбоги, будучи уверенным, что тогда его хамингья последует за мальчиком[10][11].
- в «Саге о Хрольве Пешеходе» прежде чем умереть, конунг Хреггвид «передал» собственную хамингью будущему мужу своей дочери[12][11].
- в «Саге об Олаве Святом» сообщается, что хамингья конунга Олава была сильнее колдовства финнов[13][14]
- в «Саге о скальдах конунга Харальда Прекрасноволосого» Харальд по просьбе его скальдов отправил вместе с ними в экспедицию свою хамингью[11].

## Хамингьи в народных верованиях
Поскольку практически все дошедшие до нас письменные упоминания хамингьи относятся уже к христианскому периоду, то делать из них выводы относительно языческих скандинавских традиций можно только с большой долей осторожности.
В те моменты, когда хамингью удавалось увидеть, она всегда являлась в женском облике. Как правило, в хамингье видели дух, который поколение за поколением был привязан непосредственно к главе рода, а удача считалась собственностью всего рода, имуществом, которое можно было преумножить, а при невыгодных обстоятельствах полностью потерять. Зачастую после смерти «носителя» хаминьгьи не только она сама переходила к молодому представителю семьи, но и также и имя умершего. Хамингья могла передаваться не только по наследству: удачливость могущественных конунгов была такова, что они были в состоянии «одалживать» её ещё при жизни. При определённых обстоятельствах хамингья могла покинуть своего подопечного уже при его жизни, и тогда он считался потерянным человеком.

## Интерпретации и мнения
Хамингья означает абстрактную концепцию, в которой привязанность удачи к определённым людям только отчасти зависит от личности самого человека. Через образ хамингьи успех — последовательный или неожиданный — был мистифицирован постфактум и приписан некоему качеству, которым обладал человек. 
Трудно провести чёткую грань между хаминьгей и духом-хранителем фюльгьей (и, особенно, теми категориями, которые покровительствовали всему роду: ættarfylgja и kynfylgja), однако  вряд ли правомерно мнение Якоба Гримма, что это один и тот же персонаж. К примеру, нет описания ситуаций, когда хамингьи кому-нибудь причинили бы вред (что вполне могли делать фюльгьи). Хамингьи близки и другим персонажам скандинавской мифологии и фольклора: дисам и валькириям, а также балтийской Лайме, древнеримской Фортуне, славянской Срече.
Возможно, что первоначально хамингья могла значить «изменяющая форму» (нем. Gestaltenwechslerin) и была связана с хамром (др.-сканд. hamr) — образом в скандинавской мифологии, обозначающим некую форму, оболочку человеческого тела. Неслучайно существует предположение, что hamingja происходит от ham-gengja («некто, позволяющий идти своей форме» или «тот, кто показывает себя в определенной форме, отличной от его собственной»). Британский филолог Бенджамин Торп в своём переводе «Старшей Эдды» и вовсе отождествлял оба этих персонажа. Однако, если толковать слово ham не как «форма», а как «призрак», то хамингья выступает «ходячим призраком», то есть умершим предком, ставшим духом-покровителем своего рода. Вероятно, что только под влиянием христианской традиции образ хамингьи начал употребляться в значении «удача».
Хамингья известна не только в неоязыческом движении Асатру, где она одновременно означает и личную удачу, и её персонификацию, духа-хранителя, но и среди поклонников музыкального направления хеви-метал  по выпущенному группой Riger альбому Hamingja.